# Helmut Schröder (Organist)

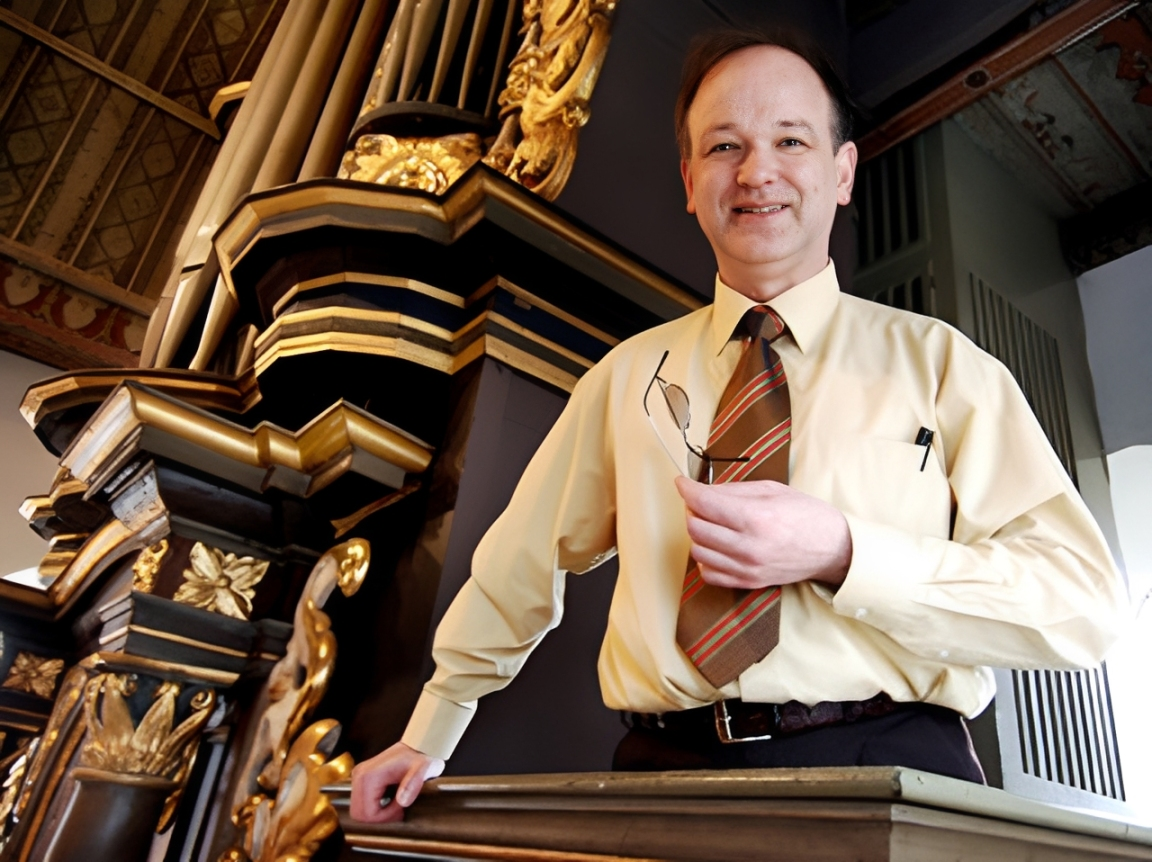
Helmut Schröder

Helmut Schröder (* 1949 in Waldbröl) ist ein deutscher Organist, Pianist und Musikpädagoge.

## Leben und Wirken
Helmut Schröder erhielt seinen ersten Orgelunterricht bei Münsterorganist Hubert Brings in seiner Heimatstadt Bonn. Er studierte Klavier bei Friedrich Wilhelm Schnurr an der Hochschule für Musik Detmold sowie Orgel bei Michael Schneider an der Hochschule für Musik Köln und schloss bis 1979 mit Staatsexamina, Reifeprüfungen und Konzertexamen ab. Bereits als Student betrieb er eine umfangreiche, auch international ausgerichtete Konzerttätigkeit, wirkte aber ebenso schwerpunktmäßig in Bonn, wo er Organist an der Kreuzbergkirche und 1974 Mitbegründer der dortigen Kreuzbergkonzerte war. Neben Aufnahmen für WDR, SFB, DLF, SWF und SF entstanden etliche Schallplatten- und CD-Produktionen, vornehmlich des romantisch-virtuosen Genres. Für eine Einspielung mit Werken von Reubke und Dupré an der Klais-Orgel in St. Dionysius Rheine 1980 wurde er mit dem Preis der deutschen Schallplattenkritik ausgezeichnet. Später beschäftigte er sich auch intensiv mit Alter Musik und dem Cembalo, auf dem er ebenfalls konzertiert. Als Pianist ist Helmut Schröder hauptsächlich im Bereich der Kammermusik und Liedbegleitung tätig.
Pädagogische Tätigkeiten übte Schröder an Musikschulen und im Hochschulbereich u. a. in Dortmund, Bonn und Hagen aus und gab vielfach Kurse für Organisten und Privatunterricht. An der Universität Jiujiang (China) hatte er eine Gastprofessur inne. Von 1986 bis 2016 leitete er die städtische Max-Reger-Musikschule Hagen.
Helmut Schröder ist Organist der St.-Meinolf-Kirche Hagen, an der er seit Bau der Rowan-West-Orgel 1995 neben den liturgischen Diensten eine umfangreiche und stilistisch breit aufgestellte Konzerttätigkeit entfaltet. Dazu gehörten auch thematische Reihen und Gesamtaufführungen der Orgelwerke u. a. von Johann Sebastian Bach und César Franck.

## Interpretationen (Auswahl)
|  |  |  |

## Diskografie (Auswahl)
- Musik aus der Abteikirche Brauweiler. LP. Aulos, 1974 (mit Andreas Boßler, Flöte).
- Reubke: Sonate c-Moll Der 94. Psalm, Dupré: Symphonie Nr. 2 cis-Moll. LP u. CD. FSM, 1980, (Klais-Orgel St. Dionysius Rheine).
- J. S. Bach: Musikalisches Opfer BWV 1079. LP. FSM 63 202 EB, 1981, (Klais-Orgel Kreuzbergkirche Bonn).
- Marcel Dupré: Orgelwerke. LP. MDG, 1986, (Rieger-Orgel St. Martin Rheinbach).
- Virtuose Orgeltranskriptionen. CD. FSM, 1991, (Schuke-Orgel St. Lamberti Münster).
- Diletti musicali. CD. FSM, 1994, (Schuke-Orgel St. Lamberti Münster).